# Ли Хан Бин
Ли Хан Бин (кор. 이한빈; род. 25 сентября 1988 года в Инчхоне) — южнокорейский шорт-трекист, участвовал в Олимпийских играх в Сочи, серебряный призёр в эстафете чемпионата мира 2014 года. Окончил Корейский национальный спортивный университет в степени бакалавр физического воспитания.

## Биография
Ли Хан Бин занялся шорт-треком в 1995 году в Олимпийском центре в Соннаме, когда родители отправили его в класс скоростного катания, чтобы помочь ему обрести уверенность в себе. Окончил среднюю школу Хатопа и среднюю школу Сохён. В 2007 году он случайно порезал икру коньком во время тренировки. В 2008 году на юниорском чемпионате мира в Больцано Ли Хан Бин выиграл бронзовые медали на двух дистанциях и стал бронзовым призёром в абсолютном зачёте, а потом получил золото и в эстафете.
В феврале 2008 года он сломал левую лодыжку на Национальном фестивале зимних видов спорта и в течение следующих 4-х лет он страдал от постоянных травм сустава. Ли дебютировал в национальной сборной в 2012 году на Кубке мира и уже в октябре в Монреале занял 1-е место в эстафете, в декабре в Нагое и в феврале 2013 года в Дрездене также был первым в составе эстафетной команды. На 28-м Национальном первенстве Кореи по шорт-треку занял 1-е место в общем зачете.
Осенью 2013 года на Кубке мира в Шанхае он занял 3-е место в беге на 1000 метров и 2-е в эстафете, на этапе в Сеуле занял 2-е место на дистанции 1500 метров и в Турине поднялся впервые на 1-е место в беге на 1500 метров. Зимой Ли Хан Бин занял общее 1-е место в отборе национальной сборной на Олимпиаду и был выбран капитаном корейской команды по шорт-треку на играх в Сочи.
На зимних Олимпийских играх в Сочи он занял 11-е место в беге на 500 метров, 8-е на 1000 м, после столкновения в полуфинале с Шинки Кнегтом и был дисквалифицирован, и 6-е на 1500 м. В эстафете, в первом полуфинале Корейская сборная лидировала, но Ли Хо Сок неудачно столкнулся с американским спортсменом и оба упали. Корею дисквалифицировали, а американцы прошли пятыми в финал А. В итоге Корея заняла только 7 место.
Через месяц после Олимпиады сборная Южной Кореи выиграла серебро на чемпионате мира в Монреале в составе которой был Ли Хан Бин. В личном многоборье занял 9-е место. Во время отбора в сборную сезона 2014/15 в беге на 500 метров он упал и порвал связку левого плеча, но смог выйти в финал и занять 3-е место, а на 1000 и 1500 метров не смог набрать очков и занял только 7-е место в общем зачёте.
В сентябре 2014 года в последнем раунде отбора занял 5-е место в общем зачёте и по сумме всех 3-х отборов занял общее 6-е место вместе с Квак Юн Ги, но по разным подсчётам Ли стал 7-м и не прошёл отбор. В феврале на Кубке мира в Эрзуруме занял 2-е место в эстафете и 6-е место в беге на 1500 метров. После того сезона он записался в армию.
В сезоне 2016-17 он участвовал в международных соревнованиях по шорт-треку, в которых солдаты участвовали в составе спортивного подразделения армии Республики Корея, и был демобилизован весной 2017 года. 23 ноября 2018 года он официально завершил карьеру спортсмена. Ли Хан Бин с 2012 года встречался с Пак Сын Хи, хотя до этого знали друг друга 10 лет. Однако после Олимпиады в Сочи расстались.